# كريس ألجيري
كريس ألجيري (بالإنجليزية: Chris Algieri)‏ (ولد: 2 مارس 1984 في نيويورك، الولايات المتحدة - )، هو ملاكم محترف أمريكي يصنف ضمن فئة وزن الوسط بدأ مسيرته الاحترافية سنة 2008. حقق بطولة منظمة الملاكمة العالمية.

## إحصائيات
خاض خلال مسيرته 26 نزالا، فاز في 23 وخسر في 3. فاز بالضربة القاضية في 8 نزالات.

## وصلات خارجية
- كريس ألجيري على موقع بوكس ريك (الإنجليزية) (registration required)

- الموقع الرسمي